# Limnocharis
Limnocharis (Limnocharis Humb. & Bonpl.) – rodzaj roślin z rodziny żabieńcowatych, obejmujący dwa gatunki: limnocharis żółty Limnocharis flava (L.) Buchenau, występujący naturalnie w tropikalnej Ameryce, od Meksyku do Argentyny i Paragwaju, naturalizowany w Chinach, na subkontynencie indyjskim, w Indochinach oraz na Borneo, Jawie i Sumatrze, introdukowany w Australii, oraz Limnocharis laforestii Duchass. ex Griseb., występujący naturalnie na obszarze od południowego Meksyku do Brazylii i Argentyny. 
Nazwa naukowa rodzaju pochodzi od greckich słów λίμνα (limna – jezioro) i χάρις (charis – wdzięk, zdobić).

## Morfologia
PokrójWynurzona roślina wodna.
ŁodygaKrótka, kłączopodobna, niekiedy tworząca stolony.
LiścieLiście odziomkowe, wynurzone, ogonkowe. Ogonki liściowe trójkątne. Blaszki liściowe lancetowate do owalnych lub okrągłych.
KwiatyZebrane w baldach, wyrastający na wzniesionym głąbiku. Podsadki tworzące okrywę. Szypułki grube, często oskrzydlone. Okwiat podwójny. Działki kielicha zielone. Płatki korony żółtawe, cienke, jajowate do niemal okrągłych, dłuższe od działek. Pręciki liczne, o spłaszczonych nitkach, położone w okółkach. W zewnętrznym okółku często pręciki są jałowe. Słupki od 15 do 20, bocznie spłaszczone, wolne, stłoczone w główkę. Znamiona siedzące.
OwocePółkuliste, błoniaste, brzusznie prążkowane mieszki. Nasiona liczne, silnie skrzywione. Zarodki podkowiaste.

## Biologia i ekologia
RozwójJednoroczne lub wieloletnie, geofity wodne (hydrogeofity).
SiedliskoOba gatunki zasiedlają zbiorniki wodne na campos, sawannach i w lasach suchych.

## Systematyka

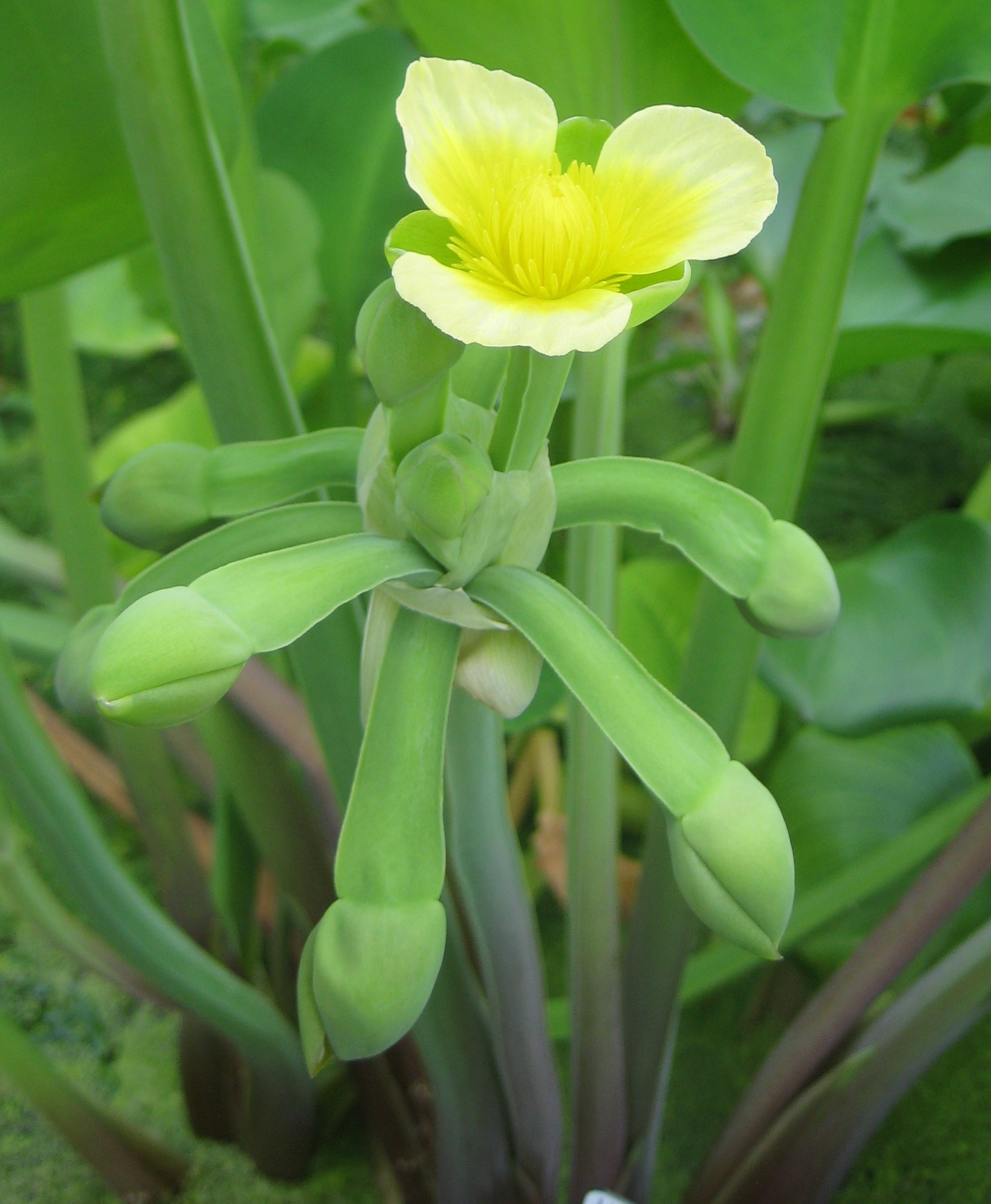
Kwiatostan Limnocharis flava

Według Angiosperm Phylogeny Website (aktualizowany system APG III z 2009) rodzaj zaliczany jest do rodziny żabieńcowatych (Alismataceae), która należy do rzędu żabieńcowców (Alismatales). Jeszcze w systemie APG II z 2003 takson ten umieszczany był w wyodrębnianej wówczas rodzinie limnocharystowatych (Limnocharitaceae).

## Zastosowanie
Rośliny spożywczeLimnocharis żółty introdukowany został w XIX wieku do Azji, jest tam uprawiany jako warzywo. Spożywane są młode liście i kwiatostany tej rośliny.
Rośliny ozdobneLimnocharis żółty jest uprawiany jako roślina ozdobna w płytkich zbiornikach wodnych, a także jako roślina doniczkowa w błotnistym podłożu.
Inne zastosowaniaLimnocharis żółty jest uprawiany w Azji na nawóz zielony, a także jako karma dla trzody chlewnej i ryb hodowlanych.